# Maria-Chapdelaine
Maria-Chapdelaine – regionalna gmina hrabstwa (MRC) w regionie administracyjnym Saguenay–Lac-Saint-Jean prowincji Quebec, w Kanadzie. Stolicą jest miasto Dolbeau-Mistassini. Składa się z 14 gmin: 2 miast, 8 gmin, 1 wsi, 1 parafii i 2 terytoriów niezorganizowanych.
Maria-Chapdelaine ma 25 279 mieszkańców. Język francuski jest językiem ojczystym dla 99,4%, angielski dla 0,4% mieszkańców (2011).